# Галиб Шљиво
Галиб Шљиво (Брчигово, 15. септембар 1933 — Орашје, 30. април 2022) био је босанскохерцеговачки историчар, универзитетски професор и педагог. Објавио је 21 научну монографију.

## Биографија
Рођен је 1933. године у селу Брчигово, општина Рогатица у породици рудара, јамског копача, Мухамеда Шљиве и Шерифе рођ. Алић. Основну школу, нижу гимназију и учитељску школу завршио је у Сарајеву. Од 1939. године био је смјештен у Вакуфски, односно Сиротињски дом у Сарајеву, који је послије Другог свјетског рата преименован у Дом ратне сирочади, до средине 1950. године, када је завршио Учитељску школу у Сарајеву. Студирајући уз рад, завршио је Вишу педагошку школу у Сарајеву на групи историја и географија 24. септембра 1958. године. Потом, опет уз рад, завршио је историју на Филозофском факултету у Београду 7. октобра 1963. године. Био је упоран да настави своје дошколовање, па се 1969. године пријавио на расписани конкурс на постдипломске студије на Одсјеку за општу историју новог вијека: Историја Источног питања. Постдипломске студије на Филозофском факултету у Београду завршио је 15. маја 1972. године. Пошто је положио све испите и одбранио магистарски рад Клек и Суторина у XIX вијеку добио је академски степен магистра филозофских наука. Потом је, на истом факултету, 15. јануара 1975. године одбранио докторску тезу Политика Аустрије према покретима у Босни и Херцеговини средином XIX вијека и стекао академски степен доктора историјских наука.
По завршетку учитељске школе, 30. јуна 1950. године, радио је као учитељ у многим мјестима Босне и Херцеговине. Започео је у Основној школи Маглајци (срез Босанска Дубица) школске 1950/1951. године. Онда, Петоразредној основној школи Орахова (срез Босанска Дубица) школске 1952/1953. године, те Основној школи Тохољи и Основној школи Слатина (срез Фоча) школске 1952.-1953. године. Од 1. септембра 1953. до 31. августа 1954. године, у склопу обавезног служења војног рока, Галиб Шљиво је завршио школу резервних официра земаљске артиљерије, након чега је добио чин резервног артиљеријског потпоручника. Након завршетка војног рока, радио је као учитељ у Основној школи Улице школске 1954/1955. године, те Петоразредној основној школи Брка (срез Брчко) 1955/1956. и Основној школи Доња Буковица (срез Бијељина) школске 1956/1957. године. Од школске 1957/1958. до 31. августа 1961. године радио је на мјесту директора Осмогодишње школе у Брезовом Пољу (срез Брчко) и предавао историју и географију. Потом је од 1. септембра 1961. до 31. августа 1963. године био директор Осмогодишње школе у Орашју. За то вријеме је ванредно завршио студије на Филозофском факултету, па је, по завршетку филозофског факултета, у звању професора средње школе, постављен је на мјесто директора Гимназије 1. септембра 1963, а потом Школског центра у Орашју и предавао је историју.
Школске 1972/1973. изабран је у звање професора више школе Педагошке академије у Бањалуци, па је у својству спољњег сарадника предавао предмете: Општа историја старог и средњег вијека, Историја југославенских народа у средњем вијеку и Методика наставе историје на Педагошкој академији у Бањалуци. Од 1. априла 1977. године стално је запослен на Педагошкој академији у Бањалуци у звању професора више школе на наставним предметима: Општа историја новог вијека и савременог доба, Историја југословенских народа новог вијека и савременог доба и Методика наставе историје. Од 1991. године на Педагошкој академији у Бањалуци изводи наставу Опште историје новог вијека са савременом историјом у звању редовног професора универзитета.
Упоредо са педагошким радом, непрекидно се бавио радом на научноистраживачким пројектима. У току 1979. године водио је организационе послове за оснивање Института за историју у Бањалуци, па је од почетка његовог рада, 1. новембра 1979, био његов директор све до 1992. године. Остварујући научноистраживачке послове, добио је научно звање: прво виши научни сарадник (што одговара звању ванредног професора), а од 1984. године и највише научно звање научни савјетник, што одговара звању редовног професора универзитета.
Преминуо је 30. априла 2022. године.

## Награде
За свој рад је више пута награђиван и одликован. Награђен је за ванредне резултате у наставном раду и управљање Основном школом у Слатини 1953. године и Осмогодишњом школом у Брезовом Пољу, узастопно за 1959. 1960. и 1961. годину, те два пута за управљање Гимназијом и Школским центром у Орашју. Уручена му је Плакета СО Орашје за 1967. годину. Одликован је Орденом рада са сребрним вијенцем 31. децембра 1973. године. За дјело Босна и Херцеговина 1813.-1826. додијељена му је 17. априла 1986. године Награда Веселин Маслеша у 1986. години као друштвено признање за радове у области историјских наука. Скупштина општине Бањалука додијелила му је 8. априла 1990. године Награду Веселин Маслеша за стваралачки допринос социјалистичком развоју науке умјетности и културе.
Био је у два мандата предсједник Удружења универзитетских и других научноистраживачких радника Босанске крајине, онда предсједник Савеза универзитетских радника Босне и Херцеговине у два мандата, потом члан Предсједништва универзитетских радника Југославије, и на крају, предсједник Савеза историчара Југославије у два мандата.
На Универзитету "Ђуро Пуцар Стари" у Бањалуци обављао је дужност предсједника Извршног одбора, био члан више сталних комисија, а од 1987. до 1992, када је смијењен, иако му је био у току други мандат, био је проректор за наставу. Године 1990, предложен је за дописног члана Академије наука и умјетности Босне и Херцеговине.